# Iphinoe maculata
Iphinoe maculata is een zeekommasoort uit de familie van de Bodotriidae. De wetenschappelijke naam van de soort is voor het eerst geldig gepubliceerd in 1965 door Ledoyer.